# Cephaloncheres ugogensis
Cephaloncheres ugogensis är en skalbaggsart som beskrevs av Brenske 1898. Cephaloncheres ugogensis ingår i släktet Cephaloncheres och familjen Melolonthidae. Inga underarter finns listade.